# Unione Democratica Croata di Bosnia ed Erzegovina
L'Unione Democratica Croata di Bosnia ed Erzegovina (in croato: Hrvatska demokratska zajednica Bosne i Hercegovine, HDZ) è un partito politico della Bosnia ed Erzegovina.

## Ideologia e Storia
HDZ è un partito nazionalista e conservatore, osservatore presso il Partito Popolare Europeo. È espressione dei croati di Bosnia ed Erzegovina, a maggioranza cattolica. HDZ può essere considerato, pertanto, un partito cattolico socio-conservatore.
HDZ si presentò già alle elezioni del 1990, le prime libere dopo la caduta del regime comunista di stampo titoista. A quei tempi il Parlamento era composto da 130 membri, HDZ ottenne il 14,4% dei consensi e 21 seggi, divenendo il quarto tra i maggiori partiti (SDA, nazionalisti bosgnacchi; SDS, nazionalisti serbi; SDP postcomunisti). Dopo la guerra civile, le nuove elezioni politiche si svolsero nel 1996, questa volta con un parlamento di 40 membri. HDZ mantenne sostanzialmente inalterato il proprio consenso (14,1%) ed elesse 8 seggi. Alle elezioni del 2000, però, il calo dei consensi si fece più consistente, HDZ scese all'11,4% dei voti ed elesse 5 seggi. Alle politiche del 2002, HDZ, nonostante l'alleanza con i Democratici Cristiani, scese al 10,1%, mantenendo, comunque, 5 seggi in Parlamento (di cui 1 ai DC). Nonostante il calo dei consensi HDZ è entrato a far parte del governo di Adnan Tercić, sostenuto anche da SDA, SDS, SBiH, centristi musulmani, e PDP, conservatori serbi.
Alle elezioni legislative del 2006, il calo di HDZ si è fatto ancora più evidente. HDZ, infatti, a causa della presenza dei diretti rivali, i conservatori di Croati Insieme (HZ), ha dimezzato i propri voti, scendendo al 5,2%. Nella circoscrizione relativa alla Federazione di Bosnia ed Erzegovina, HDZ ha ottenuto l'8,3%, venendo preceduta da SDA, SBiH e SDP. Ivo Miro Jović, candidato di HDZ alla carica di membro croato della Presidenza della Bosnia Erzegovina, è arrivato secondo con il 9,4% dei voti, preceduto da Željko Komšić di SDP (13,6%, secondo molti eletto grazie ai voti dei bosgnacchi e non dei croati).
Alle elezioni generali del 2010, HDZ ottiene il 10,99% e 3 seggi alla Camera dei rappresentanti della Bosnia ed Erzegovina, mentre Borjana Krišto, candidata alle presidenziali, raccoglie il 19,74%, venendo sconfitta anche questa volta da Komsic; alla Camera dei rappresentanti della Federazione di Bosnia ed Erzegovina, il partito conquista il 10,64% con 12 seggi e alle elezioni cantonali 48 seggi su 289.
Alle elezioni generali del 2014, HDZ, coalizzato con i partiti dell'Assemblea Nazionale Croata, dopo otto anni torna nella Presidenza del paese grazie alla vittoria del suo leader Dragan Čović (già membro tra il 2002 e il 2005) eletto con il 52,2%. HDZ riceve il 12,15% e 4 seggi all'Assemblea parlamentare della Bosnia ed Erzegovina nella circoscrizione della Federazione di Bosnia ed Erzegovina. Alle elezioni per la Camera dei rappresentanti della Federazione di Bosnia ed Erzegovina, HDZ conquista l'11,93% e 12 seggi.